# 飾鰭奇非鯽
飾鰭奇非鯽，為輻鰭魚綱鱸形目隆頭魚亞目慈鯛科的其中一種，分布於非洲坦干伊喀湖流域，為特有種，體長可達12.5公分，棲息在底層水域，生活習性不明，可作為觀賞魚。

## 擴展閱讀
維基物種上的相關：飾鰭奇非鯽